# Mont Granero
Le mont Granero (en italien monte Granero), culminant à 3 171 mètres d'altitude, est un sommet des Alpes italiennes et des Alpes cottiennes. Il se trouve dans la région du Piémont, entre la province de Coni et la ville métropolitaine de Turin.
Le mont Granero est localisé entre la vallée du Pellice, qui prend sa source sur cette montagne, et le val Pô, non loin de la frontière avec la France. Le mont Viso et le mont Meidassa sont situés dans la même région montagneuse des Alpes cottiennes.